# Johan Frederik Hagen
Johan Frederik Hagen, född den 24 juni 1817 i Köpenhamn, död där den 25 mars 1859, var en dansk kyrkohistoriker. 
Hansen blev student 1834, candidatus theologiae 1840. Som student blev han genom Martensen införd i den hegelska filosofin, och som kandidat fortsatte han sina teologiska studier, samtidigt som Hagen idkade kamratlivet på Borchs Kollegium, där han var alumn och skrev visor tillsammans med Peter Faber och Adolph Steen (Og dersom du morer dig dolig). År 1845 blev han licentiatus theologiae, och efter en utlandsresa var han verksam som privatdocent vid universitetet, tills han 1852 blev professor i kyrkohistoria. År 1850 utgav han tillsammans med Andreas Listov en patristisk antologi. Efter hans död utgavs hans föreläsning om Kirkelig Statistik. Hagen var en tid medutgivare av Ugeskrift for den evangeliske Kirke i Danmark.